# Гай Юлий Альпин Классициан
Га́й Ю́лий Альпи́н Классициа́н (лат. Gaius Iulius Alpinus Classicus; умер в 65 году н. э.) — прокуратор Римской Британии из патрицианского рода Юлиев

## Биография
О большей части его жизни нет сведений. В 60 году в Римской Британии произошло восстание Боудикки, вызванное насилием и произволом римских властей. Классициан заменил в должности прокуратора Ката Децения, бежавшего во время восстания в Галлию.
Согласно историку Тациту, Классициан неодобрительно относился к Гаю Светонию Паулину и его карательным походам во время подавления восстания. Классициан распускал слухи о том, что в римскую армию скоро прибудет новый легат, который будет более милостив к побеждённым бриттам. Классициан писал письмо в Рим, в котором сообщал, чтобы в столице не ждали окончания войны, если Светоний не будет отстранён от должности, а его «неудачи он объяснял его непригодностью, а успехи — благоприятствованием судьбы». В Британию император Нерон отправил вольноотпущенника Поликлита, который должен был обследовать положение дел в провинции.
После возвращения Поликлита в Рим, Светоний был снят с должности наместника и его сменил более склонный к переговорам Публий Петроний Турпилиан. Гай Альпин Классициан, вероятно, руководил восстановлением Лондиниума, который был разрушен во время восстания.
Классициан скончался в 65 году и его вдова Юлия Паката построила мемориальное каменное надгробие, которое не сохранилось. Камни были использованы для строительства крепостных стен в Лондоне в Средневековье. После реконструкции копия надгробия является экспонатом Британского музея.